# Дютийё, Анри
Анри́ Дютийё (фр. Henri Dutilleux; 22 января 1916, Анже — 22 мая 2013, Париж) — французский композитор.

## Биография
Среди предков Дютийё — живописцы и композиторы, друзьями семьи были в своё время Эжен Делакруа, Камиль Коро, Габриэль Форе; один из его родственников — художник Морис Буатель. Учился в консерватории Дуэ, затем — в Парижской консерватории. Получил Римскую премию за кантату «Перстень короля» (1938). В 1942 несколько месяцев руководил оркестром Парижской оперы, в 1944—1963 работал на радио. В 1961 Альфред Корто пригласил его преподавать в парижскую Нормальную школу музыки, с 1970 он преподавал также в Консерватории. Среди учеников Дютийё — композитор Жерар Гризе. Писал музыку для театра и кино.
Жена — пианистка Женевьева Жуа (1919—2009).

## Художественная манера
Развивал поиски Равеля, Дебюсси и, в особенности, Альбера Русселя. Испытал влияние Бартока, Стравинского и Бриттена.

## Творческое сотрудничество
Сотрудничал с Роланом Пети, Мстиславом Ростроповичем, Айзеком Стерном и др.

## Признание
- Орден Почётного легиона (2004),
- Большая национальная музыкальная премия (1967),
- Императорская премия (1994),
- Орден Святого Карла (командор, 1998),
- премия Эрнста Сименса (2005),
- Золотая медаль Королевского филармонического общества Великобритании[англ.] (2008).

## Избранные произведения
- Сонатина для флейты и фортепиано (1943)
- Соната для фортепиано, посвящается Женевьеве Жуа (1947)
- Симфония n° 1 (1951)
- Le Loup, балет, либретто Жана Ануя (1953)
- Chansons de bord для детского хора (1954)
- Симфония n° 2 «Двойник» (1959)
- Métaboles для оркестра (1965)
- Tout un monde lointain… для виолончели и оркестра, на стихи Бодлера (1970)
- Trois strophes sur le nom de Sacher для виолончели соло (1976)
- Ainsi la Nuit для струнного квартета (1977)
- Timbres, espace, mouvement или La Nuit Étoilée для оркестра, по картине Ван Гога Звёздная ночь (1978)
- L’arbre des songes. Концерт для скрипки с оркестром (1985)
- Mystère de l’Instant для цимбал, струнного оркестра и перкуссии (1989)
- Les Citations для гобоя, клавесина, контрабаса и перкуссии (1991)
- The Shadows of Time для оркестра и детского хора (1997)
- Sur le même accord, ноктюрн для скрипки и оркестра, посвящается Анне-Софи Муттер (2002)
- Correspondances для сопрано и оркестра на слова Притвиндры Мукерджи[англ.], Александра Солженицына, Рильке и Ван Гога, посвящается Доун Апшоу (2003)
- Le Temps l’horloge для голоса и оркестра на стихи Жана Тардьё и Робера Десноса, посвящается Рене Флеминг (2007)